# Fairfield (Ohio)
Fairfield – miasto w Stanach Zjednoczonych, południowo-zachodniej części stanu Ohio, w pobliżu miasta Cincinnati. Liczba mieszkańców w 2000 roku wynosiła 42 091.